# Coll de Pi Socarrat

El Coll de Pi Socarrat, respecte del terme d'Abella de la Conca

El Coll de Pi Socarrat és una collada situada a 1.171,9 m d'altitud, en el terme municipal d'Abella de la Conca, del Pallars Jussà.
Està situat al nord-oest del Turó de l'Espluga Redona, en una carena que separa les valls del barranc de la Vall, a llevant, i del barranc de Caborriu, a ponent.

## Etimologia
El topònim és descriptiu i modern: una collada en la qual hi hagué, altres temps, un pi socarrat, possiblement per un llamp.